# 犹太教-基督教伦理
犹太教-基督教伦理（英語：Judeo-Christian ethics）或犹太教-基督教道德，犹太教-基督教价值（Judeo-Christian values），是美国政治术语，指一种源于基督教和犹太教的道德与价值观念体系，传统上被视为美国政治、法律和道德的基石，最早可追溯至自20世纪30年代。也被视为“美国公民宗教”的一部分。
各种政治立场的政治人物都曾使用过这一术语。不过近年来，美国保守主义者相对喜好提及这一概念。

## 产生雏形
“犹太教-基督教伦理”指的是犹太教和基督教共有的道德观念，这一词语最早以如今用法出现是在1939年，出现在英国作家乔治·奥威尔撰写的一篇书评中，写作“犹太-基督教的道德体系”（the Judaeo-Christian scheme of morals）。在此之前，不少犹太教和基督教要人都曾通过国家基督徒和犹太人会议等组织表态，强调基督教和犹太教的共性。这一概念到20世纪40年代越发流行。从一定程度上说，这一概念进入流行，也是为了对抗反犹太主义。

### 富兰克林·罗斯福的使用

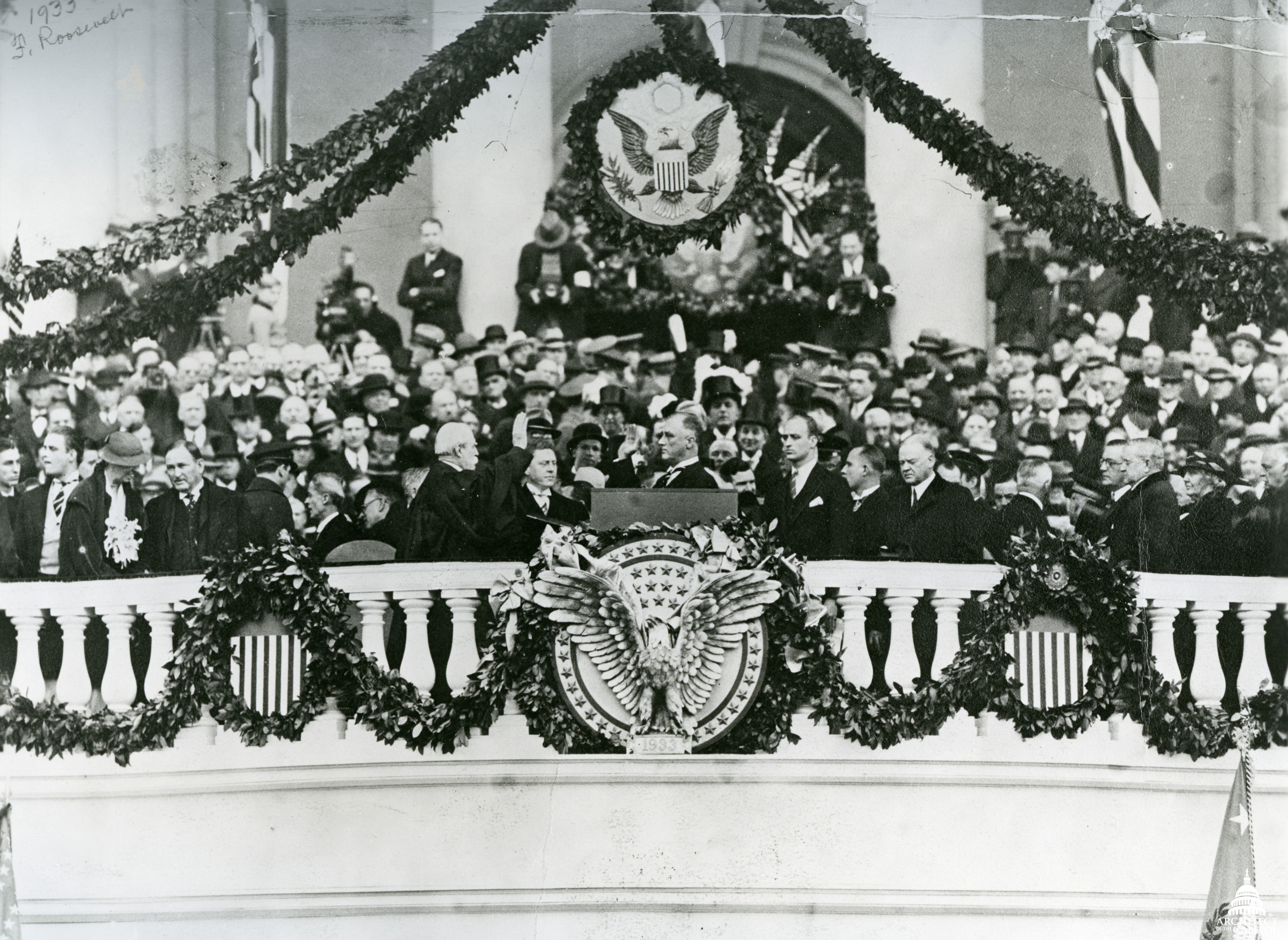
“如今，货币兑换商已从我们文明庙宇的高处落荒而逃。我们要以千古不变的真理来重建这座庙宇。衡量这重建的尺度是我们体现比金钱利益更高尚的社会价值的程度。”

1933年，富兰克林·罗斯福在其首次就职演说，即说出“我们唯一需要恐惧的是恐惧本身”名言的那次演说中，包含大量宗教内容，激起广泛讨论。尽管罗斯福没有使用“犹太教-基督教”的表述，但已有学者认为其演说与流行的犹太教-基督教传统相一致。历史学家玛丽·斯塔基强调“罗斯福对于基于犹太-基督教传统的共有价值的使用”是团结美利坚民族的方式，也证明其主要政策制定人的身份。
在其演说中，罗斯福批评了银行家，并以福音书式的言论承诺推行改革，“如今，货币兑换商已从我们文明庙宇的高处落荒而逃。我们要以千古不变的真理来重建这座庙宇。衡量这重建的尺度是我们体现比金钱利益更高尚的社会价值的程度。”戴维斯·霍克和米哈埃拉·诺卡西安分析是次演说的回应时，如此评论本段：

全国对此演说基于犹太-基督教的广泛回应在文本内和文本外都有证明。对于那些希望看到天意之手（Divine Hand of Providence）运作的人们，罗斯福奇迹般地逃脱了迈阿密（的刺杀事件）就是喻示——或是神迹预示，上帝又派了一位华盛顿或是林肯下凡……许多人抗拒不了罗斯福在演说中烘托的主体地位——救世主的地位。毕竟，把放贷者逐出庙宇的是耶稣基督本人……（许多听者看到了）一种多重复合的迹象，那就是他们的新总统是基于上帝旨意领导国家的。
加里·斯科特·史密斯（Gary Scott Smith）在其著作中称罗斯福自信其福利计划“和基督教的社会教义吻合”，通过政府行为促成社会正义在道德上要优于传统的自由放任方式。他声称“我们追求正义”，以“己所欲施于人”（Do unto your neighbor as you would be done by）为信条。罗斯福将道德问题看作宗教和反宗教的对立，史密斯称罗斯福“恳请新教徒、天主教徒和犹太人超越教派信条，只要能‘找到共同的事业’，就‘团结起来做好事’”。
阿塔利亚·奥默（Atalia Omer）和杰森·斯普林斯（Jason A. Springs）研究了罗斯福在1939年的国情咨文，其中提及“号召美国人不仅保卫自己的家园，更要保卫信仰和人性的信条，美国人的教会、政府和文明都是建立在这些信条之上的。”据此，他们认为“这种熟悉的言辞援引了美国犹太教-基督教价值观的神圣性作为战争的基础”。
蒂莫西·怀亚特（Timothy Wyatt）指出，在第二次世界大战来临前，当时反对罗斯福的孤立主义者即声称罗斯福正试图发起“圣战”。据此，怀亚特写道：
在其炉边谈话及对国会两院的演讲中，罗斯福经常使用或明显或微妙的宗教言辞，以证明美国参战是正当的。罗斯福将战争描述为善与恶的较量，宗教徒与非宗教徒的较量。借此，他将基督教的民主理想与国家社会主义的无神论对立起来。

### 林登·约翰逊的使用
传记作者兰德尔·伍兹（Randall B. Woods）称，林登·约翰逊为争取1964年民权法案通过，途径即是呼唤犹太教-基督教伦理传统。关于约翰逊如何挫败了南方议员阻碍法案通过的意图，伍兹如此写道：
约翰逊为美国白人穿上道德紧身衣。那些狂热地、持续地、压倒性地认同仁慈和公正的上帝的人，怎么可能纵容种族歧视、警察暴力和种族隔离？在犹太教-基督教伦理中，哪里有理由杀害阿拉巴马教堂里的女孩，剥夺黑人儿童的平等教育权，禁止父母去竞聘养家糊口的工作？吉姆·克劳是不是美国的“无神共产主义”？
伍兹接着评估了犹太教-基督教伦理在国家政治精英中间的作用：
约翰逊决定将民权定义为道德问题，并将国家自称信奉的犹太-基督教伦理作为利剑来挥舞，成为20世纪政治史上的分水岭。所有总统都喜欢提及神灵，一些保守派如德怀特·艾森豪威尔也曾作调侃地用犹太教教义来辩护自己的行为，但现代的自由主义者，无论是政治家还是挑战而滋养他们的知识分子，都努力回避精神层面的概念。大多数自由派知识分子都是世俗人文主义者。尤其是学术界，极不信任组织性宗教，他们认为宗教狭隘、偏执而反智。和他的榜样富兰克林·罗斯福一样，约翰逊将自由主义价值观与宗教价值观划上等号，坚持认为自由和社会正义同时服务于上帝和人类的目的。而且他也不吝啬于这样说。
伍兹指出约翰逊宗教背景深重，“15岁时，他加入基督教门徒会，并永远相信富人有责任照顾穷人，强者有责任帮助弱者，受教育者有责任为不善言辞者发声。”

## 使用历史

### 20世纪30年代至40年代
20世纪30年代，纳粹式反犹主义兴起，担忧于此的新教徒、天主教徒和犹太人决定增进理解和包容。20世纪40年代，为了反抗反犹主义，人们开始提倡美国作为“犹太教-基督教国家”的定义。一些有志于此的宗教人士联合起来，组建包含新教牧师、天主教牧师和犹太拉比的团队，呼吁宗教多元，美国不仅是“基督教土地”，更是“新教、天主教、犹太教三支传统培育的国度”，这些团队后来组成国家基督徒和犹太人会议（National Conference of Christians and Jews）。“犹太教-基督教”这一短语逐渐进入当代词典，成为自由主义者的标准术语，表示西方价值观建立在包括犹太人在内的宗教共识之上。
20世纪30年代，反犹主义掀起高潮，试图摧毁犹太教，一些美国的基督教和犹太教名人因而尽力维护犹太信仰，将犹太教从美国宗教生活的边缘推向中心。第二次世界大战期间，犹太教教士和基督教牧师达成合作，促进亲善，向那些“从没见过拉比，更没听过拉比讲话”的军人们发表演说。在无名士兵墓前，拉比和基督教牧师一同祷告，用希伯来语朗诵祈祷词。多切斯特号运输船沉没事件——这出备受关注的战时悲剧中，各宗教的牧师将救生圈让给海员，在船沉时“手拉手站在一起祈祷”。

### 20世纪50年代至70年代
1952年12月，德怀特·艾森豪威尔发表总统就职演讲的前一个月，曾即兴称这可能是美国总统第一次直接公开提到犹太教-基督教的概念：
（开国元勋曾说）“我们相信所有人都是由他们的造物主创造的……”也就是说，我们的政府形式如果不是建立在一种深刻的宗教信仰上，就没有意义，我不在乎是什么宗教。对我们来说，当然是犹太教-基督教的概念，但它必须是人人生而平等的宗教。
20世纪50年代起，许多保守派开始强调其价值观的犹太教-基督教根源。1958年，经济学家埃尔金·格罗斯克洛斯（Elgin Groseclose）称“正是来自犹太教-基督教经典的理念，让这国家有了强劲的经济与工业实力。”保守派参议员貝利·高華德曾称，保守派认为认为共产主义把人当作生产、消费和抛弃的禽兽，这与作为国之基础的一切犹太教-基督教理念背道而驰。
保守派坚信西方犹太教-基督教传统是优越的，从而颇为轻视第三世界摆脱殖民统治的愿望。
20世纪70年代起，“基督教右派”崛起成为新兴保守力量。剑桥大学的历史学家安德鲁·普雷斯顿（Andrew Preston）称，保守合一主义（conservative ecumenism）兴起，令天主教、摩门教和新教保守派联合为宗教右派联盟，这便是由“犹太教-基督教伦理”的兴起而促成的。为应对堕胎权和女性平权运动等文化和政治问题，这些宗教右派开始共同行动起来。学者克莱德·威尔考克斯和卡林·罗宾逊如此总结：
基督教右派试图在一个道德严重滑坡的国家恢复犹太-基督教价值观。……（他们）相信，社会缺乏犹太教-基督教价值观的坚实基础，从而受到负面影响。他们试图起草体现这些价值观的法律。

### 20世纪80年代至90年代
20世纪80年代至90年代，“犹太教-基督教价值观”的正面提法很常见，基督教右派常常引用。
罗纳德·里根总统经常强调犹太教-基督教价值观是反抗共产主义的必要思想。他认为《圣经》包含了“我们所面临问题的所有答案”。里根反对世俗主义，强调需认真对待原罪的概念。汤姆·弗赖林是基督徒出版商及一保守派政治行动委员会的领袖，他曾在其2003年的著作《里根的上帝和国家》中写道，里根的核心宗教信仰总是沉浸在传统的犹太教-基督教遗产中。宗教和犹太教-基督教的概念是里根言论的一个主要主题。
比尔·克林顿总统在1992年竞选期间，也强调宗教在社会和其个人生活中的角色，也提到了犹太教-基督教传统。
这一概念在美国政治中正变得越来越重要。在20世纪90年代的“文化战争”中，提倡“犹太教-基督教价值观”的言论激增。
2000年5月，肯塔基州当局禁止学校展出部分宗教性历史文件，认为这些文件“表现了政府对宗教的非常具体的认可”。对此，著名的福音派基督徒詹姆斯·多布森就声称展示历史文件是犹太教-基督教传统赋予的权利。

### 九一一事件以来
根据哈特曼等学者的研究，在九一一事件爆发后的2001年至2005年，考虑到文化多元性，主流媒体开始少用这一概念。研究发现，这个词现在最有可能被自由主义者用来讨论美国对于穆斯林的包容，以及关于政教分离的新一轮辩论。
2012年，犹太教正统派拉比什穆利·博泰克的著作《洁净耶稣》出版。伯泰克在书中称犹太教-基督教这一词语中的连接号就是耶稣自己。

## 法律界的使用
在马什诉钱伯斯案中，美国最高法院裁定，州立法机构可以合乎宪法地雇用教士念“犹太教-基督教传统中的”祈祷词。在辛普森诉切斯特菲爾德縣监事会案中，美国联邦第四巡回上诉法院认为，最高法院在马什案中的裁定意味着切斯特菲爾德縣可以按照宪法，不让威卡教祭司辛西娅·辛普森念祷词，因为其信仰不是犹太教-基督教传统的一部分。
以下纠纷都涉及公开展示十诫的问题：
- 格拉斯罗思诉穆尔案（英语：Glassroth v. Moore），阿拉巴马州
- 格林诉哈斯克尔县专员委员会案（英语：Green v. Haskell County Board of Commissioners），俄克拉荷马州
- 麦克雷里县诉美国公民自由联盟案（英语：McCreary County v. American Civil Liberties Union），肯塔基州
- 普莱森特格罗夫市诉萨马姆案（英语：Pleasant Grove City v. Summum），犹他州
- 斯通诉格雷厄姆案（英语：Stone v. Graham），肯塔基州
- 范奥登诉佩里案（英语：Van Orden v. Perry），德克萨斯州

## 批评
有神学家警告称，不应不加批判地肆意引用“基督教-犹太教”概念，认为这可能导致误用，例如被用来反对世俗人文主义，这和猶太教改革派与自由主義神學等自由派教派的理念冲突。
阿巴·希勒尔·希尔弗的《犹太教的差异所在》（Where Judaism Differs）和利奥·贝克的《犹太教与基督教》两本著作谈论当代基督教和犹太教的关系，其成书动机都是在犹太教-基督教一词掩盖两种信仰的关键差异的当下美国，厘清犹太教的独特性。
拉比埃利泽·贝尔科维茨反对以这一概念模糊宗教差异，称犹太教之所以是犹太教，就是因为它否认基督教；基督教之所以是基督教，就是因为它否认犹太教。

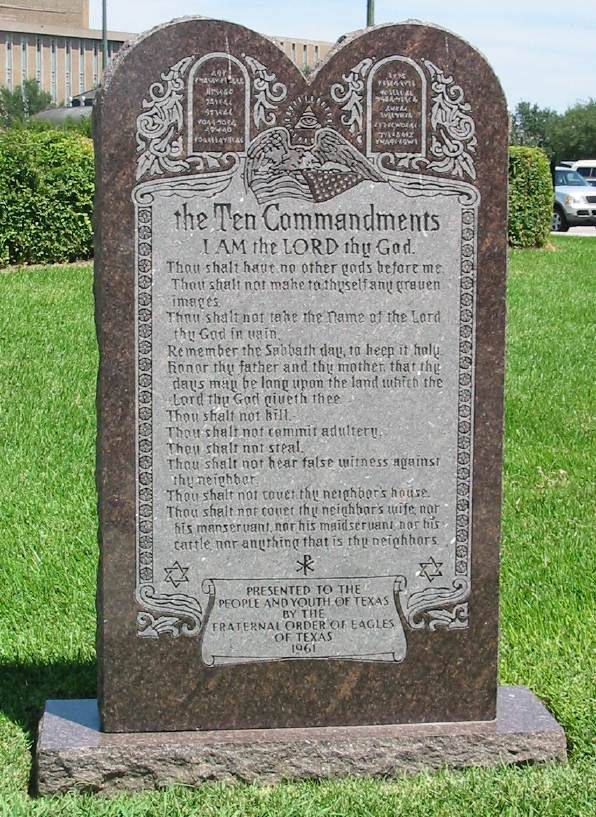
德克萨斯州议会大厦前的十诫石碑。美国最高法院曾在2005年范奥登诉佩里案中判决本石碑合乎第一修正案，容许其存在

神学家、作家亚瑟·科恩在其著作《犹太教-基督教传统的迷思》（The Myth of the Judeo-Christian Tradition）中，质疑犹太教-基督教概念在神学上的有效性，认为这概念基本上是美国政治的发明物。雅各布·纽斯纳在著作《犹太人和基督徒：共同传统的迷思》（Jews and Christians: The Myth of a Common Tradition）中写道：“这两种信仰就代表着两批人各说各话。”
法律教授斯蒂芬·费尔德曼回溯1950年之前欧洲等地的历史，得出结论认为犹太教-基督教传统的概念是一种置换神学，（至少在犹太人眼中）是“危险的基督教条”，“阴险地”掩盖了犹太教和基督教之间真实而重大的差异，是不实的概念。

## 亚伯拉罕诸教
自20世纪下半叶以来，出于宗教包容主义立场，犹太教-基督教的概念有时扩大为“亚伯拉罕诸教”，即将伊斯兰教也纳入包容范围。伊斯兰教与犹太教和基督教一样，都将亚伯拉罕视为崇高的先知。这一雨伞词的支持者认为这将促进犹太人、基督徒和穆斯林之间的联系，在这联系之中“探索积极事物”。

## 引入澳大利亚
澳大利亚历史学家托尼·泰勒指出，澳大利亚人从美国保守派话语中借用了“犹太教-基督教”概念。另一位历史学家吉姆·贝里曼称，自19世纪90年代至今，那些支持维持澳大利亚同西方文明联系的言论里，总强调三大主题：作为核心的英国遗存；澳大利亚的“犹太教-基督教”信仰体系；启蒙时代的理性原则。这些言论主要由中间偏右阵营的人物使用。

## 延伸阅读
- Coe, Kevin, and Sarah Chenoweth. "The Evolution of Christian America: Christianity in Presidential Discourse, 1981–2013." International Journal of Communication 9:753-73 (2015) online （页面存档备份，存于）
- Cohen, Arthur A. The Myth of the Judeo-Christian Tradition. Harper & Row（英语：Harper & Row）, New York, 1970.
- Gelernter, David. Americanism: The Fourth Great Western Religion. Doubleday. 2007; ISBN 978-0385513128
- Hartmann, Douglas, Xuefeng Zhang, and William Wischstadt. "One (Multicultural) Nation Under God? Changing Uses and Meanings of the Term 'Judeo-Christian' in the American Media." Journal of Media and Religion 4.4 (2005): 207–234.
- Lillback, Peter A.（英语：Lillback, Peter A.）George Washington's Sacred Fire. (Providence Forum Press,2006. ISBN 0978605268)
- Merino, Stephen M. "Religious diversity in a "Christian nation": The effects of theological exclusivity and interreligious contact on the acceptance of religious diversity." Journal for the Scientific Study of Religion 49.2 (2010): 231-246.
- Moore, Deborah Dash. "Jewish GIs and the Creation of the Judeo-Christian Tradition," Religion and American Culture: A Journal of Interpretation, Vol. 8, No. 1 (Winter, 1998), pp. 31–53 in JSTOR （页面存档备份，存于）
- Novak, Michael. On Two Wings: Humble Faith and Common Sense at the American Founding. Encounter Books, 2002. ISBN 978-1893554344
- Preston, Andrew. "A Judeo-Christian Foreign Policy," in Preston, Sword of the Spirit, Shield of Faith: Religion in American War and Diplomacy (2012) pp 559–74.

- Schultz, Kevin M. Tri-Faith America: How Catholics and Jews held postwar America to its Protestant promise (Oxford University Press, 2011).
- Shaban, Fuad. For Zion's sake: the Judeo-Christian tradition in American culture (Pluto Press, 2005). online （页面存档备份，存于）

- Silk, Mark（英语：Mark Silk）. "Notes on the Judeo-Christian tradition in America," American Quarterly, (1984) 36:65–85, the standard history of the term in JSTOR
- Wall, Wendy L. Inventing the "American Way": The politics of consensus from the New Deal to the Civil rights movement"（英语：Inventing the "American Way"）. Oxford University Press, 2008. ISBN 9780195329100